# Syllis nidrosiensis
Syllis nidrosiensis är en ringmaskart som beskrevs av Bidenkap 1907. I den svenska databasen Dyntaxa används istället namnet Pionosyllis nidarosiensis. Enligt Catalogue of Life ingår Syllis nidrosiensis i släktet Syllis och familjen Syllidae, men enligt Dyntaxa är tillhörigheten istället släktet Pionosyllis och familjen Syllidae. Arten är reproducerande i Sverige. Inga underarter finns listade i Catalogue of Life.